# Cnodontes pallida
Cnodontes pallida är en fjärilsart som beskrevs av Henry Trimen 1898. Cnodontes pallida ingår i släktet Cnodontes och familjen juvelvingar. Inga underarter finns listade i Catalogue of Life.